# Дива
Дива (итал. ˈdiːva) — в оперном искусстве прославленная певица.
Иногда термин употребляется и по отношению к выдающимся представительницам популярной музыки, театра, кино, спорта и социальных сетей в современное время. Близок по значению к термину примадонна.

## Этимология
Термин вошёл в обиход в конце XIX века, он произошёл от итальянского слова diva, которое является женской формой латинских слов divus («обожествлённый») или deus («бог»).
В итальянском языке также употребляется мужская форма divo, которой обозначаются выдающиеся теноры (например, Энрико Карузо).

## Примеры
Первыми дивами были певицы Виттория Тези, Элизабетта Пилотти-Скьявонетти, Франческа Куццони, Фаустина Бордони
В XX веке наиболее известными оперными дивами были Мария Каллас, Биргит Нильссон, Монсеррат Кабалье.
Среди современных певиц выделяют таких исполнительниц, как Анна Нетребко, Анджела Георгиу, Натали Дессей, Рене Флеминг.

## Отрицательное значение
В некоторых случаях слово используется в отрицательном смысле, означая скандальную, взбалмошную певицу.